# 張熠
張 熠（ちょう ゆう、482年 - 541年）は、中国の北魏から東魏にかけての政治家・軍人。『北史』では張燿（ちょうよう）と書かれる。字は景世。本貫は南陽郡西鄂県。後漢の張衡の十世の孫を自称した。

## 経歴
北魏に仕えて奉朝請から揚州車騎府録事参軍となった。後に歩兵校尉となった。洛陽の永寧寺の塔を建設するにあたって、張熠の現場監督は適確で遺漏がなかったので、霊太后の賞賛を受けた。冠軍将軍・中散大夫となった。後に別将となり、長孫稚の西征に随行し、平西将軍・太中大夫に転じ、関西都督となった。功績により長平県開国男に封ぜられた。528年、平西将軍・岐州刺史に任ぜられ、仮の安西将軍となった。まもなく撫軍将軍を加えられた。貧民の救恤につとめて、民衆に愛された。529年、洛陽に帰還すると、元顥の入洛に遭遇して、岐州に戻るよう命じられた。しかし張熠はひそかに洛陽に入った。元顥が敗死して孝荘帝が洛陽に帰還すると、張熠は鎮南将軍・東荊州刺史となった。530年、散騎常侍・征蛮大都督の位を加えられ、荊州刺史に転じた。爾朱兆の入洛に遭遇したため、荊州に赴任しなかった。531年、衛将軍・金紫光禄大夫となった。
534年、東魏が建国されると、右僕射の高隆之と吏部尚書の元世儁の上奏により、洛陽の宮殿を解体して、木材を鄴都に送ることとなり、その監督官として張熠が推挙された。張熠はその仕事に精励し、営構左都将となった。539年、衛大将軍となった。鄴の宮殿が完成すると、衛大将軍のまま東徐州刺史に任ぜられた。541年、東徐州で死去した。享年は60。驃騎大将軍・司空公・兗州刺史の位を追贈された。諡は懿といった。
子に張孝直があり、武定末年に司空騎兵参軍となった。

## 伝記資料
- 『魏書』巻七十九 列伝第六十七
- 『北史』巻四十六 列伝第三十四